# Борзов, Александр Александрович
Александр Александрович Борзов (29 июля [10 августа] 1874, Воронеж — 6 марта 1939, Москва) — русский советский географ, геоморфолог, картограф, методист, педагог, доктор географических наук, профессор МГУ, заслуженный деятель науки РСФСР.

## Биография
Окончил Воронежскую гимназию, затем (в 1900) — физико-математический факультет Московского университета. Оставшись в университете, продолжил научную работу под руководством профессора Д. Н. Анучина.
В начале 1900-х годов был учителем географии в Московской Практической академии коммерческих наук.
Магистр (1913). Доктор географических наук (1935). Профессор (1918).
Профессор кафедры физической географии географического факультета МГУ (1938—1939). Профессор кафедры физической географии (1933—1938), и. о. декана (1934—1935) почвенно-географического факультета.
Заведующий кафедрой географии географического отделения (1932—1933). Заведующий кафедрой физикогеографии и Географического музея биологического факультета (1930—1931). Профессор кафедры физической географии/географии физико-математического факультета (1918—1930).
Директор (1928—1938, действительный член с 1922) НИИ географии при физико-математическом факультете/при МГУ. Член университетской Комиссии помощи голодающим (1922).
Похоронен на Новодевичьем кладбище (участок №3, ряд 40, место 5).

## Звания и членство в организациях
- Заслуженный деятель науки РСФСР (1935).

- Почётный член Географического общества СССР (1939).

## Научные труды
А. А. Борзов первым поставил задачу планомерной геоморфологической съёмки территории СССР; на примере Подмосковья разработал тип геоморфологической карты; опубликовал первую монографию о рельефе Европейской части СССР.
Вместе с Д. Н. Анучиным организовал при МГУ НИИ Географии и учебный географический музей.
Является зачинателем геоморфологических исследований территории Тверского края, которые позволили решить вопросы развития холмистого рельефа под воздействием различных факторов. Установил общие закономерности развития эрозионных и моренных ландшафтов равнин . Под его руководством в 1930-е осуществлялось полное геоморфологическое изучение и районирование Тверской области.

## Публикации
- Картины по географии России, ч. 1—2, М., 1908—1917.
- Геоморфология в СССР за 15 лет, М., 1932.
- Геоморфология Европейской части СССР: Орографический и геоморфологический очерк Европейской части СССР. 1934.
- Геоморфология Калининской области, М., 1938.
- Рельеф Европейской части СССР. 1948 (совместно с Д. Н. Анучиным).
- Географические работы, 2 изд., М.. 1954.

## Память

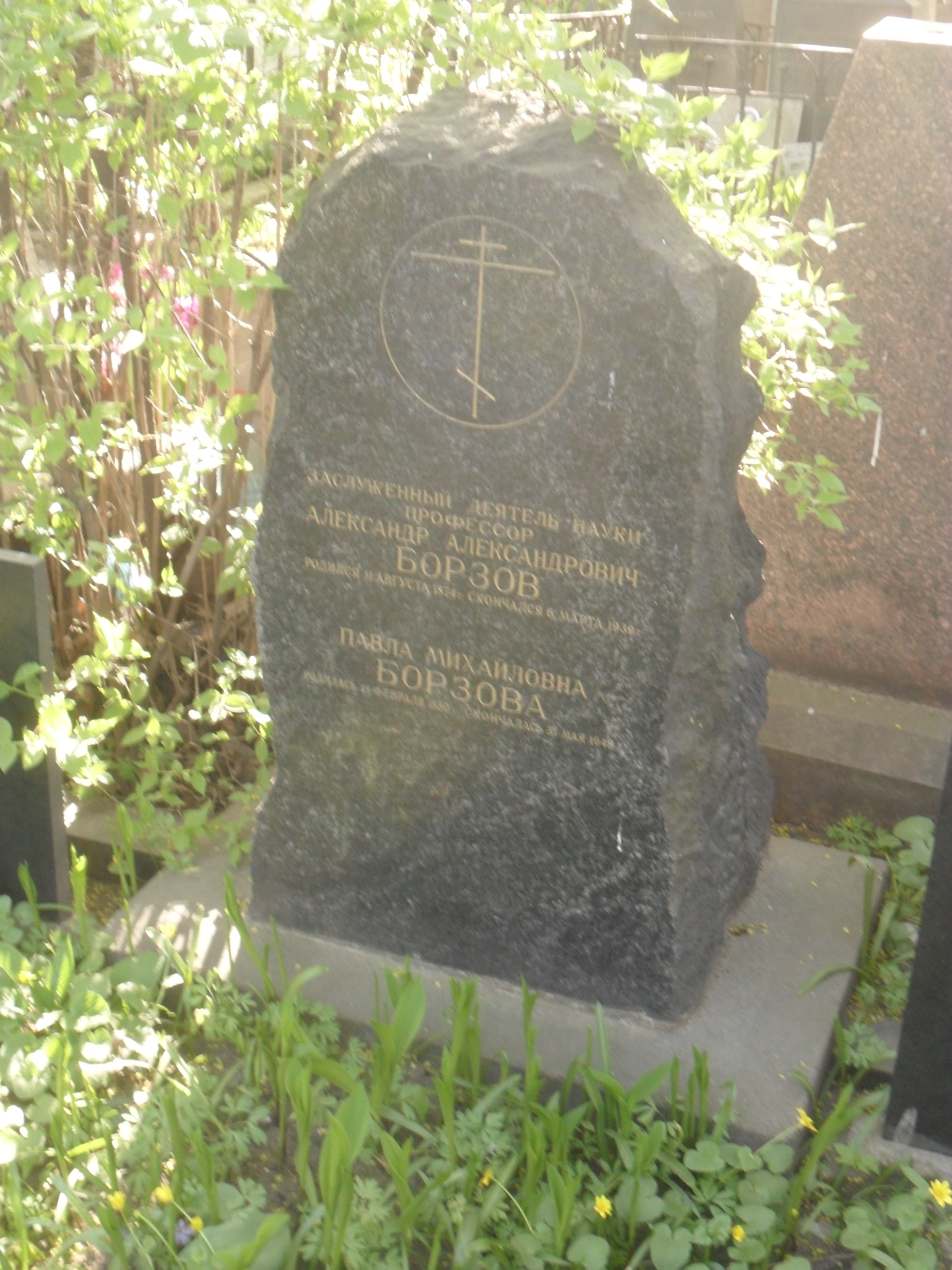
Могила Борзова на Новодевичьем кладбище Москвы.

Именем Александра Александровича Борзова названы:
Вулкан Борзова
- один из вулканов острова Уруп (Курильские острова, Охотское море), Назван в 1946;

Гора Борзова
- гора в Антарктиде. Открыта и нанесена на карту Советской Антарктической экспедицией в 1956;

Ледник Борзова
- ледник на Полярном Урале
- ледник в хребте Сунтар-Хаята (Восточная Сибирь)
- ледник на островах Новая Земля (Баренцево море)

Залив Борзова
- залив в Баренцевом море у Новой Земли.[6]

В Музее землеведения МГУ установлен бронзовый бюст А. А. Борзова работы скульптора П. В. Кенига.